# Francesco Antonio Javier de Gardoqui Arriquíbar
Francesco Antonio Javier kardinal de Gardoqui Arriquíbar, španski rimskokatoliški duhovnik in kardinal, * 9. oktober 1747, Bilbao, † 27. januar 1820.

## Življenjepis
1. junija 1776 je prejel duhovniško posvečenje.
8. marca 1816 je bil povzdignjen v kardinala in 15. novembra 1817 je bil ustoličen kot kardinal-duhovnik S. Anastasia.